# 神風エクスプレス
「神風エクスプレス」（かみかぜエクスプレス）は、焚吐×みやかわくんの1枚目のコラボレーションシングル。2018年2月14日にビーイングから発売された。焚吐としては4枚目、みやかわくんにとってはメジャー初のシングル。

## 概要
YouTubeで焚吐に興味を持ったみやかわくんがTwitterでダイレクトメッセージを送ったことがきっかけとなり、意気投合した双方が意見を出し合って完成した初コラボレーションシングルである。
曲の世界観が合っているという理由から、読売テレビ・日本テレビ系テレビアニメ『名探偵コナン』のエンディングテーマとして2018年1月6日放送回より採用された。

## チャート成績
「神風エクスプレス」はオリコンチャートの週間シングルランキングで16位、2018年2月度月間シングルランキングで37位を獲得し、Billboard JAPANの「Hot 100」で週間49位、「Hot Animation」で週間12位、「Top Download Songs」で週間68位、「Top Singles Sales」で週間16位を獲得している。

## 収録曲

### 初回盤(CD+DVD)

#### CD
1. 神風エクスプレス
  - 作詞 - 焚吐 / 作曲 - 焚吐+みやかわくん / 編曲 - 薮崎太郎

テレビアニメ『名探偵コナン』エンディングテーマ。「見えない未来に突き進んで行く」「これからどうにでもなっていける」そんな想いを乗せた疾走感溢れる楽曲[7]。
2. グッバイ・サムシング
  - 作詞・作曲・編曲 - 焚吐

作詞・作曲・編曲すべてを焚吐が担当した初めての楽曲[7]。Aメロはみやかわくん史上最高のイケボとTwitterなどで本人が太鼓判を押している。
3. 神風エクスプレス -Instrumental-
オフヴォーカル音源。

#### DVD
1. 「神風エクスプレス」 Music Video & メイキング映像
焚吐が印象的に呟くフレーズ「海岸線午前四時」を再現するように、朝焼けをバックに撮影されたミュージック・ビデオとそのメイキング映像が収められている[11]。

### 通常盤
1. 神風エクスプレス
2. グッバイ・サムシング
3. アイロニ -弾き語り-
  - 作詞・作曲 - すこっぷ

すこっぷの人気ボカロ曲のカバー[7]。2017年9月20日に東京・WWW Xで開催されたツーマンライブ「神風エクスプレス」でも披露した弾き語りver.を収録。

### 名探偵コナン盤
1. 神風エクスプレス
2. グッバイ・サムシング
3. 神風エクスプレス (TV Edit)

## 購入者特典

### 販売店限定
- Musing ホワイトデーお返し企画「焚吐×みやかわくんデザインのオリジナルスタンプと購入者のニックネーム入り A5アーティストカード（ホワイトデーver.）」
  - 2月14日のバレンタインデーに発売されたことから、ビーイングの音楽ポータルサイト「Musing」で行われた企画で、特典付きのCDも販売された。